# Математическая химия
Математическая химия — раздел теоретической химии, область исследований, посвящённая  новым применениям математики к химическим задачам. Основная область интересов — это математическое моделирование гипотетически возможных физико-химических и химических явлений и процессов, а также их зависимость от свойств атомов и структуры молекул.
Математическая химия допускает построение моделей без привлечения квантовой механики.
Критерием истины в математической химии являются математическое доказательство, вычислительный эксперимент и сравнение результатов с экспериментальными данными. Важнейшую роль в математической химии играет математическое моделирование с использованием компьютеров. В связи с этим математическую химию, в узком смысле, иногда называют компьютерной химией (Computer chemistry), которую не следует путать с вычислительной химией (Computational chemistry).
В математической химии разрабатывают новые приложения математических методов в химии. Новизна обычно выражается одним из двух способов:
- развитие новой химической теории;
- развитие новых математических подходов, которые позволяют проникнуть в суть или решить проблемы химии.

При этом используемые математические средства чрезвычайно разнообразны. В отличие от чисто математических наук, в математической химии исследуются химические задачи и проблемы методами современной математики.
Одной из самых известных моделей математической химии является молекулярный граф. Молекулярный граф — связный неориентированный граф, находящийся во взаимно-однозначном соответствии со структурной формулой химического соединения таким образом, что вершинам графа соответствуют атомы молекулы, а рёбрам графа — химические связи между этими атомами. Структура молекул может быть удобно изображена на языке теории графов, что не просто приводит к новой формализации, но имеет эвристическое значение. Матричные представления молекулярных графов связываются с матричными методами квантовой химии. В силу квантового характера движения электронов и ядер решение задачи нахождения межмолекулярных взаимодействий сводится, строго говоря, к приближенному решению уравнения Шредингера для системы взаимодействующих молекул. Квантово-механическое обоснование этой модели (молекулярный граф) дано сравнительно недавно в теории Р. Бейдера. Составляющими элементами языка этой теории являются различные математические, в том числе топологические, характеристики электронной плотности, которая может быть доступна экспериментальному измерению. При этом химические реакции и структурные изменения в молекулах могут описываться на языке теории катастроф и бифуркаций.
Другие знаменитые модели — это закон действующих масс, созданный математиком К. Гульдбергом и химиком-экспериментатором П. Вааге, граф механизма химических превращений и дифференциальные уравнения химической кинетики. Один из создателей «химической динамики» Вант-Гофф писал о себе: «Двойное стремление: к математике, с одной стороны, и к химии — с другой, проявилось во всех моих научных устремлениях».

## История
Первая попытка по математизации химии была сделана М. В. Ломоносовым. Его рукопись Elementa Chimiae Mathematicae («Элементы математической химии», на латыни), была найдена после смерти среди его бумаг. Книга была ориентировочно написана в сентябре 1741 года. Видимо, Ломоносов, вдохновлённый работой Principia И. Ньютона, намеревался написать подобный химический трактат, в котором он хотел изложить все существующее на тот момент химическое знание в аксиоматической манере.
В 19 веке понятие «математическая химия» использовал Дюбуа-Реймон.
Первым математиком, который заинтересовался комбинаторными аспектами химии, считается Артур Кэли (1821—1895). Он опубликовал в 1875 году работу в Berichte der deutschen Chemischen Gesellschaft, тогда ведущем химическом журнале, по перечислению алкановых изомеров. Эта работа фактически является первой работой по применению теории графов в химии.
В 1894 была издана книга, названная «Принципы Математической Химии»: Helm G. «The Principles of Mathematical Chemistry: The Energetics of Chemical Phenomena» (1897).
В современной химии термин «математическая химия» был введён в 1970-х годах. Первыми периодическими изданиями, специализирующимися в этой области, являются журнал «MATCH Communications in Mathematical and in Computer Chemistry», впервые изданный в 1975, и журнал «Journal of Mathematical Chemistry», первое издание которого относится к 1987 году.
Более подробно с историей математической химии можно познакомиться по статье Trinajstić N., Gutman I. Mathematical Chemistry, Croatica Chemica Acta. Vol.75 (2002) pp.329-356.

## Методы математической химии
- Теория графов, используемая в математических исследованиях изомерии и топологических индексов[10][11][12], применяемая к проблемах химической кинетики[13]
- Топология, применяемая в стереохимии и исследовании свойств поверхностей потенциальной энергии.[10][14][15]
- Теория узлов[16]
- Комбинаторика[17][18]
- Теория групп, которая активно применяется в квантовой химии и стереохимии.[19]
- Фрактальная геометрия[20][21][22]
- Теория нелинейных дифференциальных уравнений, которая активно применяется в химической кинетике.[23][24]
- Теория динамических систем[25][26]
- Теория катастроф и бифуркаций, применяемая для описания структурных изменений в молекулах.[27]
- Операторные алгебры, применяемые в квантовой химии.[28]
- Математическая логика[29]
- Теория информации и методы искусственного интеллекта, применяемые в химической информатике (хемоинформатике).[30]
- Теория интегро-дифференциальных уравнений, применяемая для описания процессов, протекающих на неоднородных поверхностях (гетерогенный катализ и адсорбция)